# Kokoglukosid
Kokoglukosid, známý také pod INCI názvem „coco glucoside“, je tenzid ze skupiny alkylpolyglykosidů. 

## Výroba
Základní surovinou pro výrobu kokoglukosidu je kokosový olej. Kokosový olej se rafinuje a hydrolyzuje na mastnou kyselinu, případně transesterifikuje na methylester mastné kyseliny. Katalytickou redukcí meziproduktu vodíkem pak vzniká mastný alkohol. Ten reaguje s glukózou (případně butyl glukosidem) v kyselém prostředí za vzniku kokoglukosidu.

## Vlastnosti
Kokoglukosid je komerčně dostupný jako kalný, viskózní vodný roztok o koncentraci 50–53 %. Je to povrchově aktivní látka a její vodné roztoky silně pění. Působí také jako emulgátor. Je mírně dráždivý pro oči a kůži. Ojediněle působí jako alergen.

## Využití
Kokoglukosid se používá jako tenzid v prostředcích osobní péče, např. šampónech a sprchových gelech. Je vhodný i do prostředků pro citlivou pokožku a do dětské kosmetiky. Často se používá také v přírodní kosmetice.